# (200268) 1999 XJ110
(200268) 1999 XJ110 es un asteroide perteneciente al cinturón de asteroides, descubierto el 4 de diciembre de 1999 por el equipo del Catalina Sky Survey desde el Catalina Sky Survey, Arizona, Estados Unidos.

## Designación y nombre
Designado provisionalmente como 1999 XJ110.

## Características orbitales
1999 XJ110 está situado a una distancia media del Sol de 2,633 ua, pudiendo alejarse hasta 2,845 ua y acercarse hasta 2,421 ua. Su excentricidad es 0,080 y la inclinación orbital 15,682 grados. Emplea 1560,34 días en completar una órbita alrededor del Sol.
Pertenece a la familia de asteroides de (170) Maria.

## Características físicas
La magnitud absoluta de 1999 XJ110 es 15,84.